# 208 Lakrimoza
208 Lakrimoza (mednarodno ime 208 Lacrimosa) je asteroid tipa S v glavnem asteroidnem pasu. 
Pripada družini asteroidov Koronis.

## Odkritje
Asteroid je odkril avstrijski astronom Johann Palisa 17. oktobra 1879 v Pulju . Ime v latinščini pomenijo solze. Mišljena pa je Marija, mati Jezusa Kristusa in njeno trpljenje ob križanju.

## Lastnosti
Asteroid Lakrimoza obkroži Sonce v 4,92 letih. Njegova tirnica ima izsrednost 0,015, nagnjena pa je za 1,751° proti ekliptiki. Njegov premer je 41,33  km, okoli svoje osi pa se zavrti v 14,085  h .